# Sao Breiz
Sao Breiz (« Debout Bretagne ») est une association constituée au Royaume-Uni en 1940 sous le nom de Fidel Armor, puis sous son nom définitif en 1942, et regroupant les Bretons des Forces françaises libres présents auprès du Général de Gaulle à Londres. C'est l'une des nombreuses associations fondées hors de France par des Français ou des étrangers francophiles, afin de soutenir l'action de la France libre, avec les comités de la France libre (comme France Forever aux États-Unis), l'association Alsace et Lorraine libres ou les Protestants de la France libre. C'est la plus importante des associations régionales ou confessionnelles françaises libres.

## Historique
Au début d'août 1940, l'intendant de la marine marchande Jean Cueff (engagé dans les Forces navales françaises libres le 2 juillet 1940) fonde à Londres, avec d'autres Bretons engagés dans la France libre (Octave Gréard, Le Coz, Jean-Louis Lozac'hmeur, le capitaine Raymond Moullec, Adolphe Sicé, etc.), l'association Fidel Armor, dont la présidence est confiée à Mme Thébault-Montgermont ; son but est d'accueillir les volontaires bretons à leur arrivée en Grande-Bretagne et d'apporter une aide morale et matérielle aux plus nécessiteux,,. À la fin de 1942, devant « le développement accéléré de ses interventions », ce groupement se transforme et prend le nom de Sao Breiz, du nom d'une chanson bretonne célèbre ; elle est animée par le médecin général Sicé et le docteur Vourc'h. À cette époque, elle compte 700 à 800 membres.
En novembre 1943, une filiale de l'association s'installe à Alger, « pour étayer le Foyer du marin ». Le docteur Vourc'h préside son comité d'action.
À la Libération, un camion conduit par Le Breton transporte dans les villes et campagnes de Bretagne des vêtements, chaussures, layettes, vivres et lait distribués par des Bretonnes volontaires. Quatre autres distributions sont organisées en 1946.
Le 28 juillet 1945, l'association installe son siège central à Morlaix, et un nouveau comité directeur est élu. Il alloue des secours aux veuves qui en font la demande, des bourses d'études aux orphelins, des prêts d'honneurs aux Français libres. En 1956, ce fonds, géré par Ernest Sibiril, est « à peu près épuisé ».

### Le financement
Fonctionnant financièrement grâce aux cotisations et dons de ses membres, ainsi que la vente d'objets divers (insignes, bagues, broches) et des spectacles de chansons, de danses et de musique bretonnes, l'association sollicite l’aide des Bretons de Grande-Bretagne et du monde entier. Une aide importante vient des colonies bretonnes de Brazzaville, de Douala, de la Gold Coast, de Beyrouth, d'Afrique du Sud, de Saint-Pierre-et-Miquelon, du Canada, de la société « Le Biniou » de Madagascar, de couvents de religieuses établies en Angleterre, des bateaux La Désirade et Fort de Troyon.
En Grande-Bretagne, l'association reçoit le soutien de militants des mouvements interceltiques d’outre-Manche, en particulier le groupe des Amis de la Bretagne (Friends of Brittany) créé par le Cornish Gorsedd et placé sous la présidence d'honneur du chanoine G.-H. Doble (en),. Le 5 septembre 1942, le Cornish Breton Committee, présidé par le juge Scobel-Armstrong, organise une manifestation à Penzance en sa faveur. En Écosse, le French Coordinating Committee organise les « fêtes celtiques » sous la présidence de Lord Inverclyde (en).

### Le bulletin
Ce groupement publie une revue mensuelle qui a pour titre-devise Sao Breiz, Evit ar vro Gallek (« Debout Bretagne, pour la France »). Parmi ses contributeurs, on trouve le peintre Léopold Pascal. Faute de ressources, ce bulletin mensuel disparaît en avril 1946.

### Les insignes et bijoux
Certains des membres de Sao Breiz portent une chevalière en argent sur laquelle sont gravées deux cœurs marqués, l'un de la croix de Lorraine, l'autre de l'hermine pour signifier qu'ils ont deux cœurs, l'un pour la France, l'autre pour la Bretagne. En 1943, le docteur Vourc'h fait réaliser par un artisan orfèvre de Beyrouth un insigne de boutonnière associant une hermine en argent à une croix de Lorraine en or.
En 1941, en Égypte, les Bretons des Forces françaises libres ont dessiné un emblème ornant le mess du camp de transit de Mena ; il représente, sur la partie supérieure, des hermines entourant une croix de Lorraine et, sur la partie inférieure, une tête de cochon symbolisant le breton, accompagnée, en dessous, de la légende : « Breiz atao » (« Bretagne toujours »), qui reprend la devise des autonomistes bretons, « de façon bien étonnante » car « ceux-ci étaient, de façon indiscutable, sous l'influence politique nazie ».

## Statuts de Sao Breiz
L’article I.2c des statuts précise que le but est : « de soutenir de tout son pouvoir l’œuvre de libération de la France et de l’Empire, entreprise par les Forces Françaises Combattantes, sous la direction de leur chef, le général de Gaulle. »
L’article II.1 stipule, lui, que : « Seront membres actifs, toutes personnes de la France Combattante de père ou de mère breton, qui en feront la demande et seront agréées par le comité ».

## La participation de régionalistes
Parmi ses membres, on compte plusieurs membres de l'Union régionaliste bretonne, du Gorsedd de Bretagne et de l'association Ar Brezhoneg er Skol, fondé avant-guerre par Yann Fouéré. Ainsi, le lieutenant Maxime de Cadenet, engagé dans les Forces navales françaises libres le 19 juillet 1940, puis passé dans les Forces aériennes françaises libres le 22 août 1941, appartenait à ce dernier groupement, avant-guerre ; il a élaboré avec quelques camarades, un projet de statut accordant un certain nombre de libertés politiques à la Bretagne au moment de la signature de la paix, qui fut présenté au général de Gaulle. Ce plan aurait été assez proche, en esprit, de celui que le Comité consultatif de Bretagne se proposait de soumettre en 1943 au maréchal Pétain. Ces deux plans furent sans suite,.

## Mémoire
Un monument à la mémoire des Bretons des Forces françaises libres est dressé sur la Pointe de Pen-Hir situé sur la commune de Camaret sur Mer. Il a été inauguré le 15 juin 1951 par le général De Gaulle. Il comporte 288 noms de morts ou de disparus.